# Homoporus japonicus
Homoporus japonicus är en stekelart som beskrevs av William Harris Ashmead 1904. Homoporus japonicus ingår i släktet Homoporus och familjen puppglanssteklar. Inga underarter finns listade i Catalogue of Life.